# Toxicocalamus spilolepidotus
Espèce
Toxicocalamus spilolepidotus est une espèce de serpents de la famille des Elapidae.

## Répartition
Cette espèce est endémique de la province des Hautes-Terres orientales en Papouasie-Nouvelle-Guinée.  

## Publication originale
- McDowell, 1969 : Toxicocalamus, a New Guinea genus of snakes of the family Elapidae. Journal of Zoology, London, vol. 159, p. 443-511.